# Muojärvi
Muojärviili Muojärvi–Kirpistö je jezero koje se nalazi u Kuusamu, Finska.
Jezero ima površinu od 76,16 km2 i nadmorsku visinu od 253 metara. Jezero Muojärvi, koje je dio sliva rijeke Kemijoki, teče kroz rijeku Pistojoki u jezero Joukamo. Napajaju ga jezera Kirpistö i Kuusamojärvi.